# Keiko Takemiya
Keiko Takemiya (jap. 竹宮 惠子 Takemiya Keiko; ur. 13 lutego 1950 r. w Tokushima) – japońska autorka komiksów (mangaka).
Artystka uważana jest za jedną z prekursorek gatunku shōnen-ai. Zaliczana jest do tzw. "Grupy Roku 24-tego", która w latach 70. XX wieku zrewolucjonizowała mangę shōjo, i do której należą m.in.: Riyoko Ikeda i Moto Hagio. 
Keiko Takemiya zadebiutowała w 1968 r. mangą Ringo no Tsumi, ale największą sławę przyniosły jej takie tytuły jak: Kaze to ki no uta, Terra e i Tenma no ketsuzoku. Prace Keiko były często prezentowane na łamach czasopisma June; doczekały się także adaptacji anime. 
Obecnie artystka jest wykładowczynią mangi na prywatnym uniwersytecie w Kioto. 

## Nagrody
- 1978 - Seiun Award za mangę Terra e
- 1980 - Shogakukan Manga Award za mangi Kaze to Ki no Uta oraz Terra e